# Kew Railway Bridge
Kew Railway Bridge, auch Strand-on-the-Green Bridge ist eine Eisenbahnbrücke über die Themse in London zwischen Kew und Strand-on-the-Green, Chiswick. Sie liegt an der North London Line, einer von London Overground betriebenen Eisenbahnlinie, die von Richmond nach North Woolwich führt und dabei das Stadtzentrum nördlich umfährt. Die Brücke wird auch von der District Line der London Underground befahren. Nördlich davon befindet sich der Bahnhof Gunnersbury, südlich der Bahnhof Kew Gardens.
Die 175 Meter lange Brücke wurde von W. R. Galbraith geplant und von Brassey & Ogilvie erbaut. Sie besteht aus fünf je 35 Meter langen schmiedeeisernen Gitterträger-Feldern, die auf gusseisernen Säulen liegen.
Am 1. Januar 1869 wurde die Brücke durch die London and South Western Railway eröffnet. Seit dem 1. Juni 1877 wird sie auch von der District Line benutzt. Die Brücke befindet sich heute im Besitz der Bahninfrastrukturgesellschaft Network Rail. Die beiden Gleise der Brücke sind sowohl mit der als dritter Schiene bezeichneten Stromschiene mit +420 V Gleichstrom, wie auch mit der vierten Schiene mit −210 V in der Mitte der Gleise als Rückleiter für die London-Underground-Züge ausgerüstet.
Die Untersicht der Brücke kommt in einer Szene der Doctor Who Episode The Dalek Invasion of Earth vor.